# Bandeira de Wallis e Futuna

Bandeira oficial de Wallis e Futuna

Bandeira não oficial de Wallis e Futuna

A bandeira oficial de Wallis e Futuna é a bandeira nacional Francesa, dado que é um território Francês.
A bandeira não oficial de Wallis e Futuna apresenta um sautor vermelho num quadrado branco, que por sua vez está contido num campo vermelho (por vezes, uma cruz pátea maior é usada). A cruz está um pouco chegada ao batente (a cruz pátea fica também ligeiramente para baixo); a bandeira da França contornada a branco localiza-se no quadrante superior da tralha.
Para efeitos oficiais, a bandeira da França é utilizada. 